# Революційний рух 13 листопада

Прапор революційного руху 13 листопада.

Революційний рух 13 листопада (ісп. Movimiento Revolucionario 13 Noviembre) — лівий рух у Гватемалі. MR-13 була заснована в 1960 році групою офіцерів-дисидентів. Він частково став результатом народних протестів проти уряду президента Мігеля Ідігораса Фуентеса після його обрання в 1958 році.  Її очолювали Луїс Аугусто Турсіос Ліма, Марко Антоніо Йон Соса та Луїс Трехо Есківель. Алехандро де Леон, співзасновник групи, був схоплений і застрелений судовою поліцією в 1961 році. У 1963 році MR-13 приєднався до Збройних сил повстанців (FAR).
MR-13 номінально продовжував існувати до 1973 року, після того як уряд Гватемали їм завдав серйозної шкоди під час боротьби з повстанцями 1966-67 років.